# 日本列島改造論

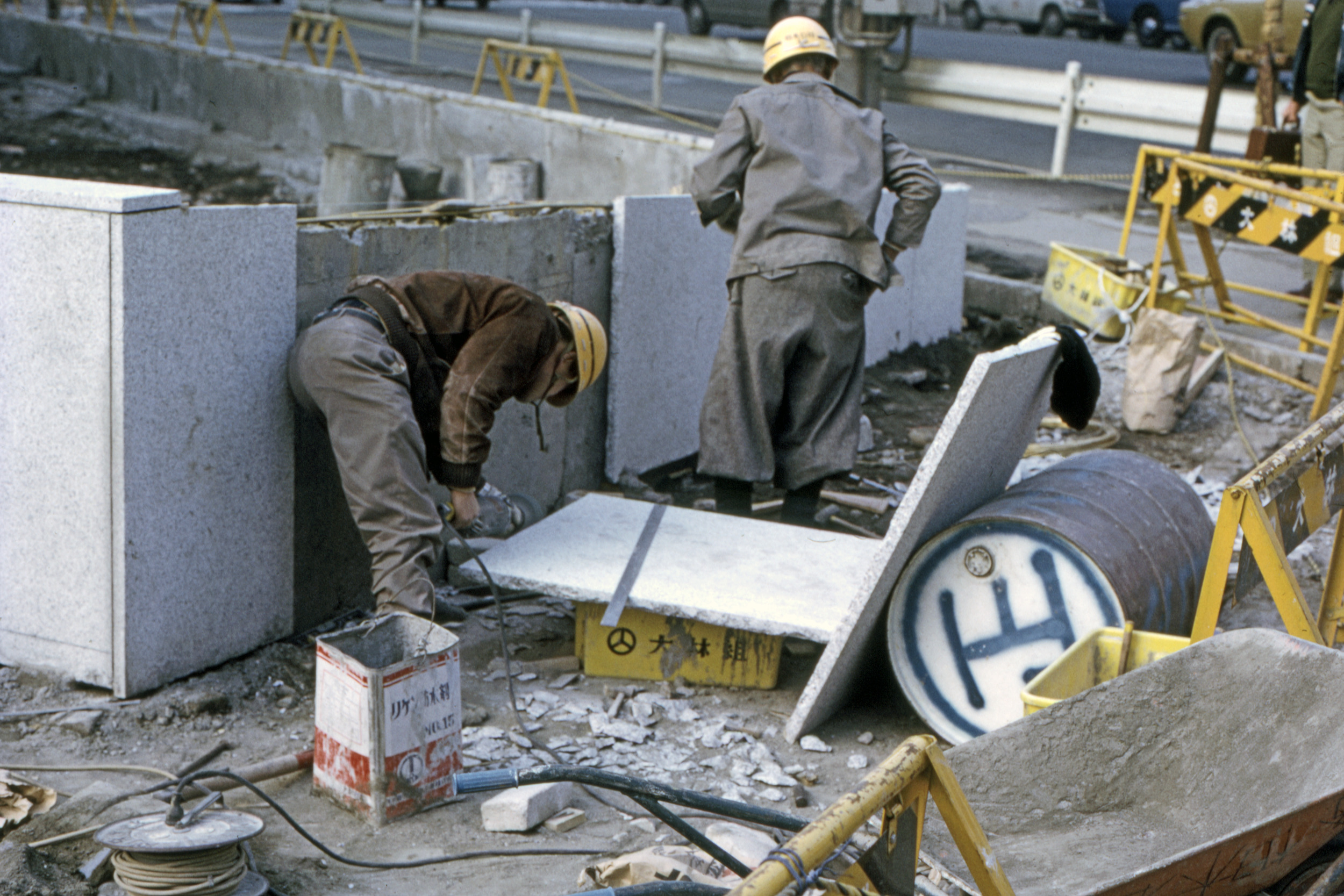
1973年建造高速路的日本工人

《日本列島改造論》是1972年6月11日當時日本通商產業大臣田中角榮所提出的論述，並由通商產業事務次官小長啟一與其他工作人員代筆（但序文與結語由田中角榮親筆）撰寫成書，於1972年6月20日由日刊工業新聞社出版發行（定價五百日圓，ISBN 4-526-03467-3），當時的發行數量為91萬本，並獲得當年最佳銷售書籍排名（日本出版科學研究所統計）銷售第四名的佳績。田中角榮在同年7月自由民主黨總裁（黨魁）選舉中當選黨魁並就任日本首相。同年9月，商務印書館出版此書的簡體中文版（秦新譯）。

## 主旨

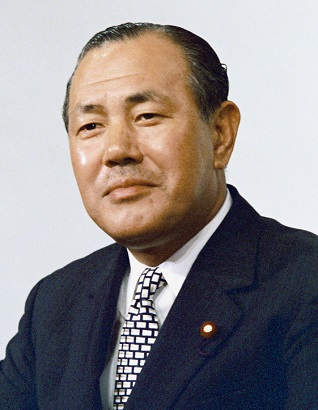
田中角榮

田中角榮主張，將日本列島用高速交通網路（高速公路、新幹線）串連起來以促進日本各地方的工業化，並解決城鄉發展不均、人口過度稠密等公共問題。
基於義大利和美國等也有使用過相同方式的經驗舉以為證，田中角榮主張，日本北部轉成為工業地帶、南部轉成為農業地帶（日本人口主要分布在日本列島南部，這與日本當時產業分佈相反）。
田中角榮會舉出這些論述的原因被認為是，其出身地為新潟縣中越地方，所以特別了解當地因處日本北部長年冰雪覆蓋而導致貧困的問題，希望能藉由此論述改善當地的發展。

## 田中內閣期間之實施
1972年7月，田中角榮開始執行內閣的事務，首先創立了私人的諮詢機構「日本列島改造問題懇談会」，並於同年8月7日進行懇談会第一次的集會，最初設置初期的75名諮詢委員在此增加為90名。另一方面，田中首相為了對改造論進行具體的執行而構想成立的「大規模年金安養設施」也於8月獲得厚生省年金局和大藏省理財局的同意。9月，田中首相在總理府宣傳室進行關於日本列島改造論的面談，尋問各方贊成與否、獲取意見、是否期待等。

日本社會上，正因為田中內閣積極地進行種種施策，各地開始出現「列島改造熱潮」。只要是被視作日本列島改造論實行的候補地區，當地就出現了土地的搶買熱潮，因此部份地區的地價開始急速攀升，其結果就是對物價造成影響進而形成了通貨膨脹。1973年春天，高漲的物價在當時形成一個田中內閣實際必須面對的社會問題。

為了應對通膨，田中內閣提出「物價安定7項目」為對策，並且分四次提高政策利金（升息），但上述手段成效並不好。

另一方面，作為日本列島改造論中心支柱的新幹線擴建計畫，在作為其鋪設新線路線候補區域其關係人、國會議員等相關人士的遊說之下，1972年11月5日運輸省公告新追加11條路線。1973年9月本州四國聯絡橋的基本計畫也在指示下開始進行。田中內閣在此時已經必須面對的混亂的物價與經濟，但很不幸的，1973年10月以第四次中東戰爭為開端而發生的第一次石油危機對日本物價造成了嚴重的打擊，政治家福田赳夫以「狂亂物價」稱呼當時的情況。本州四國聯絡橋的開工日期被迫延後。

1973年11月23日，大藏大臣愛知揆一猝死，田中角榮起用了原是主張均衡財政論的政敵福田赳夫來重整內閣。福田以抑制總體需求的政策來企圖使當時的經濟安定下來，但改造論的實行進程被迫大幅減緩了下來。

## 後續

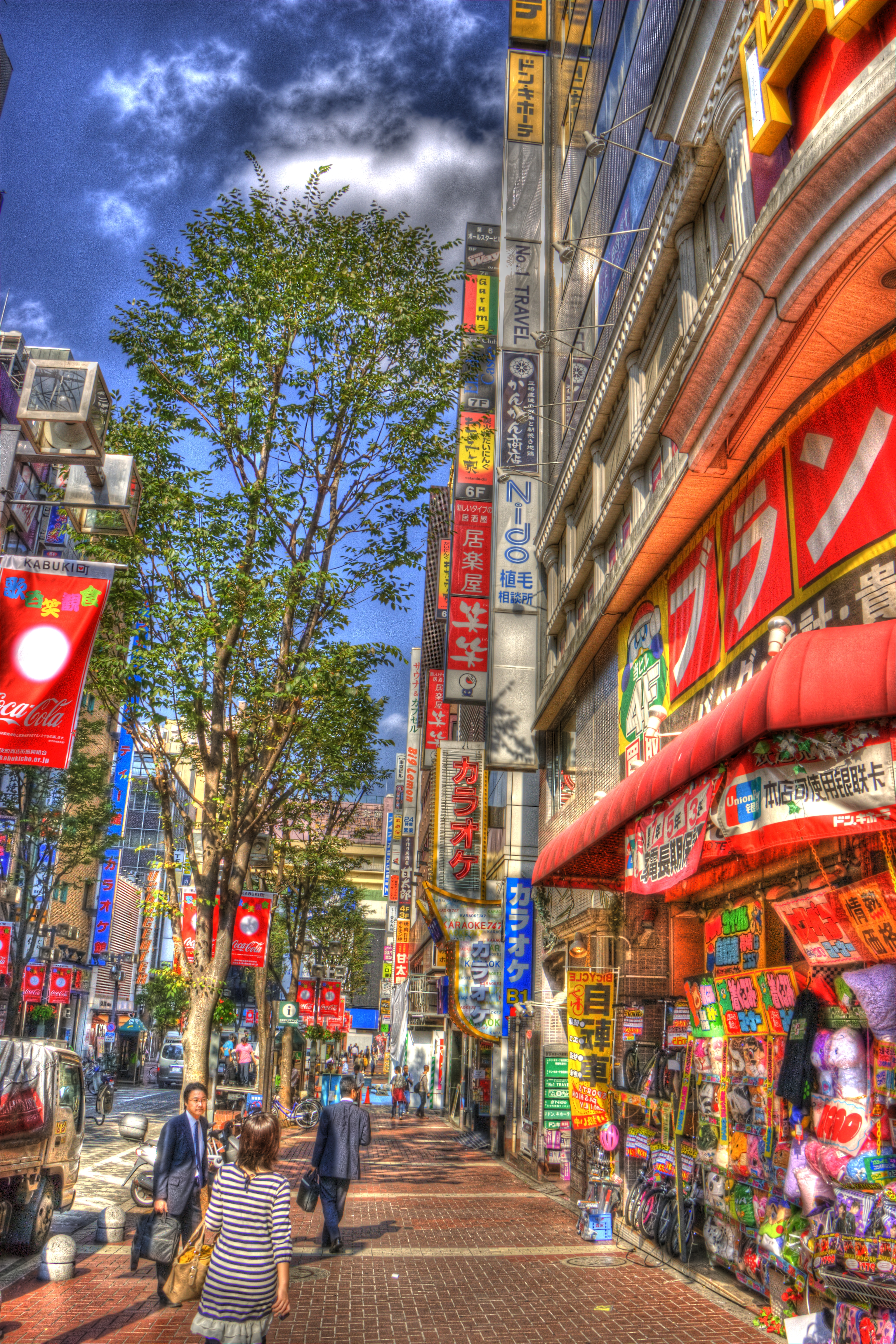
人口與繁榮集中於東京的現象至今依舊。交通建設並未平衡城鄉差距，反而加劇差距。

田中角榮漸漸退出政壇後，其所規劃的交通設施計畫依然以各種面貌在日本執行。但伴隨諸多鐵道建設而將新線建設工程從國鐵分離而出的鐵道建設公團，所持續進行的新線建設卻成為國鐵的負擔。日本泡沫經濟破滅後，為了提高內需經濟，反而大幅增加了交通建設。然而諷刺的是，交通便利並未帶來各地平衡發展，反而因為交通方便，加速人口湧向大城市和東京，產生了東京一極集中現象和鄉村地區空洞化。至於全國通信網路便捷化構想，是當時時代產物下的概念；後續網際網路和手機的崛起，科技自然地解決了通訊問題而不須政府建設，然而通訊的便利也並未發生田中期待的列島改造效果。
綜觀而言，日本列島改造論有部分田中角榮一廂情願想法，意圖將農業地區轉做工業，工業地區轉做農業，大城市發展抑制，農村開始城市化，充滿一種平均化理想，將汙染地區輪換、繁榮地區輪換，最終讓社會階級也有一種洗牌效果。但忽略了這種巨大工程需要打破很多事物存在於各自地方的內生性成因，例如一個地區成為工業區必有其適合發展工業的因素和漫長歷史達成的優勢積累，非僅是政府以短期大量公共建設便得以完成。